# Charles Hiram Randall
Charles Hiram Randall (ur. 23 lipca 1865 w Auburn, zm. 18 lutego 1951 w Los Angeles) – amerykański polityk, członek Partii Prohibicji.

## Działalność polityczna
Od 1911 do 1912 zasiadał w Zgromadzeniu Stanowym Kalifornii. W okresie od 4 marca 1915 do 3 marca 1921 przez trzy kadencje był przedstawicielem 9. okręgu wyborczego w stanie Kalifornia w Izbie Reprezentantów Stanów Zjednoczonych. W listopadzie 1920 przegrał reelekcję - wybory wygrał kandydat Partii Republikańskiej Charles F. Van de Water (ur. 12 października 1872), który kilkanaście dni później 20 listopada zmarł. W okresie od 1 lipca 1925 do 1 lipca 1933 zasiadał w radzie miasta Los Angeles.